# Opus (banda)
Opus es un grupo de pop-rock austriaco, formado en Graz en 1973, y que continúan activos hasta hoy. Son mayormente conocidos por su famoso sencillo «Live is Life», que alcanzó las primeras posiciones en varios países europeos. Está conformada por el vocalista Herwig Rüdisser, el guitarrista Ewald Pfleger, el bajista Niki Gruber, el teclista Kurt-Rene Plisnier y el baterista Günter Grasmuck.

## Historia
En 1985, Opus lanzó "Live Is Life", que alcanzó el primer puesto en varias listas mundiales, incluyendo la de Canadá, donde se mantuvo en el ranking durante siete semanas a finales de 1985 y principios de 1986.  Una grabación en vivo de la canción llegó al Top 40 en Estados Unidos en 1986. Alcanzó el sexto puesto en la lista de sencillos del Reino Unido el 3 de agosto de 1985 y permaneció en la lista durante 15 semanas. 
Otro tema destacado de Opus fue la balada potente "Flyin' High", cuya versión en vivo apareció tanto en el álbum Live is Lifecomo en el exitoso lanzamiento estadounidense Up and Down. En un concierto a mediados de los 80, su compatriota Falco, estrella del rock austriaco , se unió a Opus en el escenario para interpretar "Flyin' High". El 24 de noviembre de 2021, Opus interpretó la canción frente a funcionarios del gobierno austriaco que celebraban la pandemia de COVID-19. The group disbanded the same year on 21 December.< El grupo se disolvió ese mismo año, el 21 de diciembre.

## En la cultura popular
Stargo, Laibach, la banda húngara Tormentor, la banda estonia Kuldne Trio ("Laip on Laip"), Axxis y Dolapdere Big Gang también han interpretado versiones de "Live is Life". Además, DJ Ötzi , como artista invitado, lanzó una versión con Hermes House Band en 2002, que alcanzó el puesto número 50 en las listas de éxitos del Reino Unido. 

## Discografía

### Sencillos
| 1982 | Flyin' High               | 5  | 45 | 5 | - | -  | - | - |
| 1985 | Live Is Life              | 1  | 1  | 1 | 6 | 32 | 1 | 1 |
| 1985 | Flyin' High (En directo)  | ?  | 37 | ? | - | -  | - | - |
| 1987 | Whiteland                 | 3  | -  | - | - | -  | - | - |
| 1988 | Faster And Faster         | 12 | -  | - | - | -  | - | - |
| 1992 | Gimme Love                | 9  | -  | - | - | -  | - | - |
| 1994 | The Power Of Live Is Life | 3  | -  | - | - | -  | - | - |

### Álbumes de estudio
- 1980 Daydreams
- 1981 Eleven
- 1982 Opusition
- 1984 Up And Down
- 1985 Solo
- 1987 Opus
- 1989 Glandhbdhhzlichter
- 1990 Magical Touch
- 1992 Walkin' On Air
- 1996 Love, God And Radio
- 2020 Magnum

### Álbumes en vivo
- 1984 Live Is Life (Live)
- 1993 Jubileé (Live)
- 2010 Tonight At The Opera (Live)

### Álbumes recopilatorios
- 1993 Hitcollection
- 1994 Best of Opus
- 1997 Die größten Hits
- 1998 Opus Masterseries
- 2003 Flyin' Higher - Greatest Hits (Best-Of)
- 2005 The Beat Goes On
- 2009 Back To The Future